# 2022년 프랑스 총선
2022년 프랑스 총선은 프랑스 하원 의원 577 명을 선출하기 위해 실시한 선거이다. 선거 결과, 집권 여당 르네상스가 속한 함께하는 시민연합이 245석, 신민중생태사회연합이 131석, 국민연합이 89석, 우파중도연합이 64석, 기타 정당 48석 등으로 나타났다.
2022년 6월 12일 1차 투표, 6월 19일 결선 투표 실시되었다. 프랑스 전역에서의 투표 및 재외 유권자 투표를 실시하였다. 총선 1차 투표율은 역대 최저치인 47.5%로 나타났으며, 2차 투표 투표율은 46.2%를 기록하였다.
다음 주요 정당은 의석이 감소하였다. 집권 여당인 르네상스은 2017년 총선 대비 138석 감소한 170석을 얻었으며, 과반 의석을 확보하지 못했다. 우파 중도 연합에 속하는 두 정당인 공화당은 51석 감소한 61석, 민주당-무소속 연합은 14석이 감소한 3석으로 나타났다.
다음 주요 정당은 의석이 증가하였다. 2017년 대비, 국민연합은 81석 증가한 89석을 얻었다. 불복하는 프랑스는 55석이 늘어난 72석, 생태주의구심점은 26석이 증가한 27석으로 나타났다. 집권당 연합에 속하는 중도 우파 성향의 수평선은 처음 선거에 참여해 27석을 얻었다.
집권 여당인 르네상스가 속한 연합이 2017년 총선(당시 이름: 전진하는 공화국!) 때와 달리 과반 의석을 확보하지 못하였기 때문에, 2022년 4월 대통령 선거에서 재선된 에마뉘엘 마크롱 대통령의 정책 실행 동력이 약화되었다.
선거 이후 엘리자베트 보른 총리가 사의를 밝혔으나, 마크롱 대통령이 이를 반려하였다. 의회에서 다른 정당과 협력하기 위한 회담이 6월 21일 개시되었다.
이후 7월 6일 보른 총리가 르네상스와 민주운동으로 이루어진 내각 구상안을 하원에 내놓았다.

## 같이 보기
- 2022년 프랑스 대통령 선거
- 프랑스 의회
  - 프랑스 상원
  - 프랑스 하원